# Hank Aaron Award

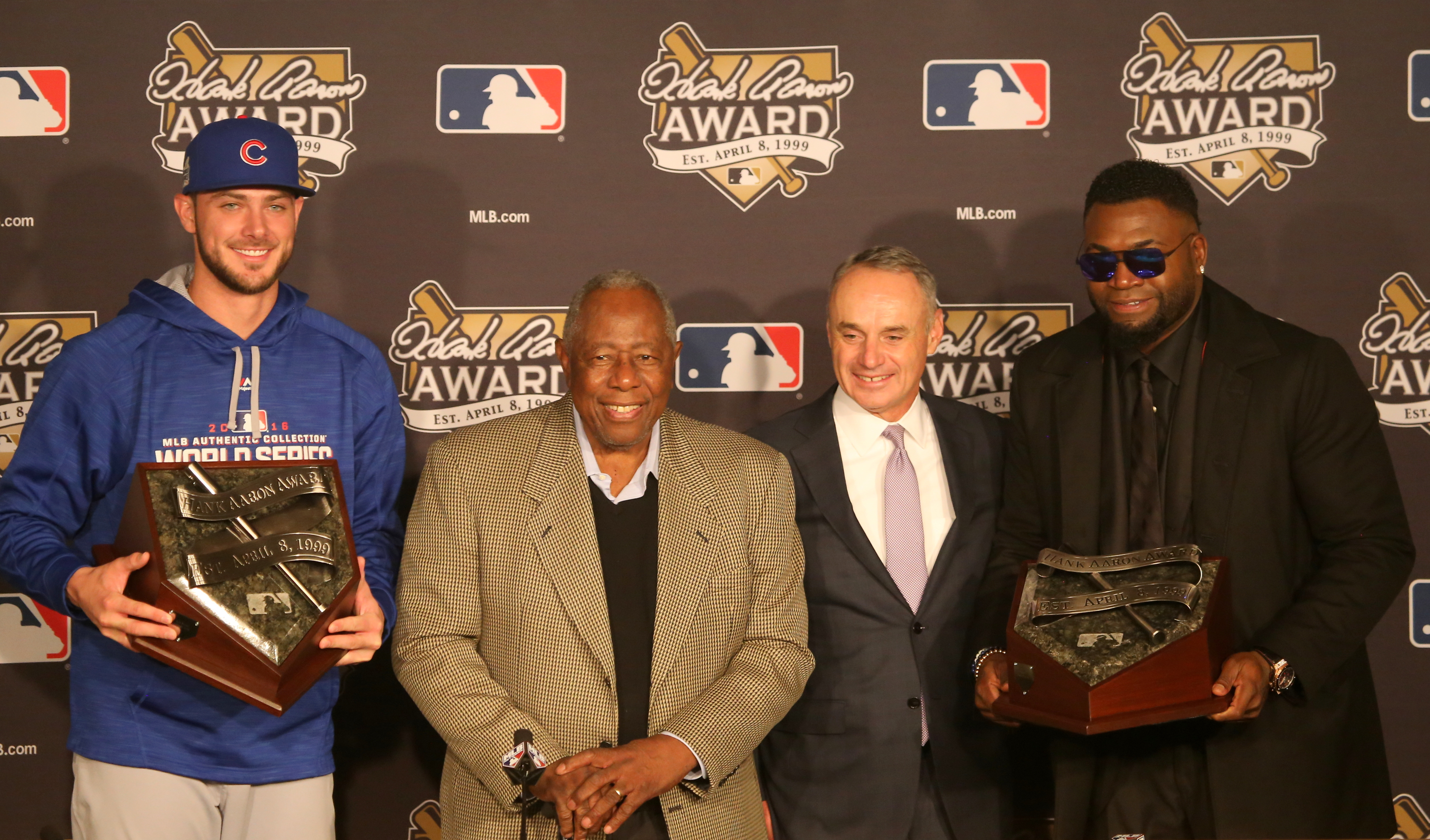
Hank Aaron (secondo da sinistra), assieme ai vincitori del Hank Aaron Award del 2016, Kris Bryant e David Ortiz (primo e quarto) e al direttore della MLB, Rob Manfred (terzo).

L'Hank Aaron Award è un premio dato annualmente dalla Major League Baseball ai giocatori selezionati come migliori battitori di ogni lega, prendendo in considerazioni i voti dei tifosi e dei media. È stato introdotto nel 1999 per ricordare il 25º anniversario del 715º home run di Hank Aaron, che lo aveva portato a superare il record detenuto da Babe Ruth.
Per la stagione del 1999 i vincitori vennero selezionati utilizzando un sistema obiettivo: veniva assegnato un punto per ogni hit, home run e punto battuto a casa e il premio andava al giocatore con il punteggio combinato più alto.
Nel 2000 il sistema venne modificato e venne inserito un sistema di votazione in cui ogni radio delle franchigie e i canali TV che trasmettevano le partite votavano tre giocatori di ogni lega. Il giocatore più votato riceveva cinque punti, il secondo tre punti e il terzo un punto. A partire dal 2003 venne data l'opportunità ai tifosi di votare sul sito ufficiale della MLB, ma il voto dei tifosi incideva solo per il 30% del punteggio finale.
Tra il 2004 e il 2006 il vincitore del premio venne deciso in tre fasi separate. In agosto i tifosi votarono nel sito ufficiale di ogni squadra per scegliere fra tre giocatori scelti dalla franchigia. Il giocatore con il punteggio più alto di ogni squadra entrava a far parte dei 30 finalisti, da cui una giuria della MLB sceglieva sei finalisti per ogni lega. Infine, i tifosi potevano esprimere il proprio voto per il proprio preferito tra i sei finalisti.
Nel 2007 e nel 2008 vennero scelti cinque finalisti per ogni lega determinati attraverso una votazione su sito ufficiale della MLB, tra i 30 scelti da una giuria scelta dalla Major Lague Baseball e dal sito MLB.com. I voti dei tifosi decretarono i vincitori.
Dal 2009 i tifosi selezionano sia i finalisti che i vincitori del premio. A settembre i tifosi eleggono un finalista per ciascuna squadra scegliendolo fra tre giocatori nominati da ogni franchigia. Una volta scelti i trenta finalisti i tifosi votano per un giocatore dell'American League e uno per la National League.
Il premio viene consegnato abitualmente prima della gara 4 delle World Series, in genere prima della gara 2.

## Vincitori

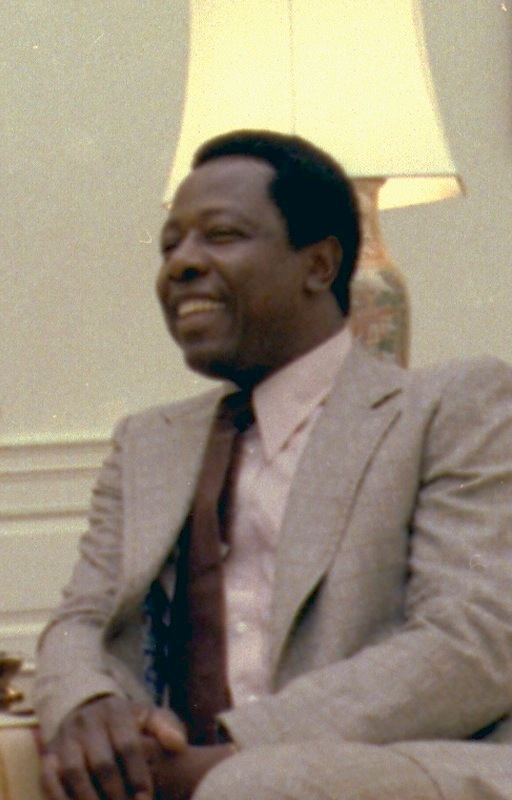
Hank Aaron, giocatore a cui è dedicato il premio, nel 1978.

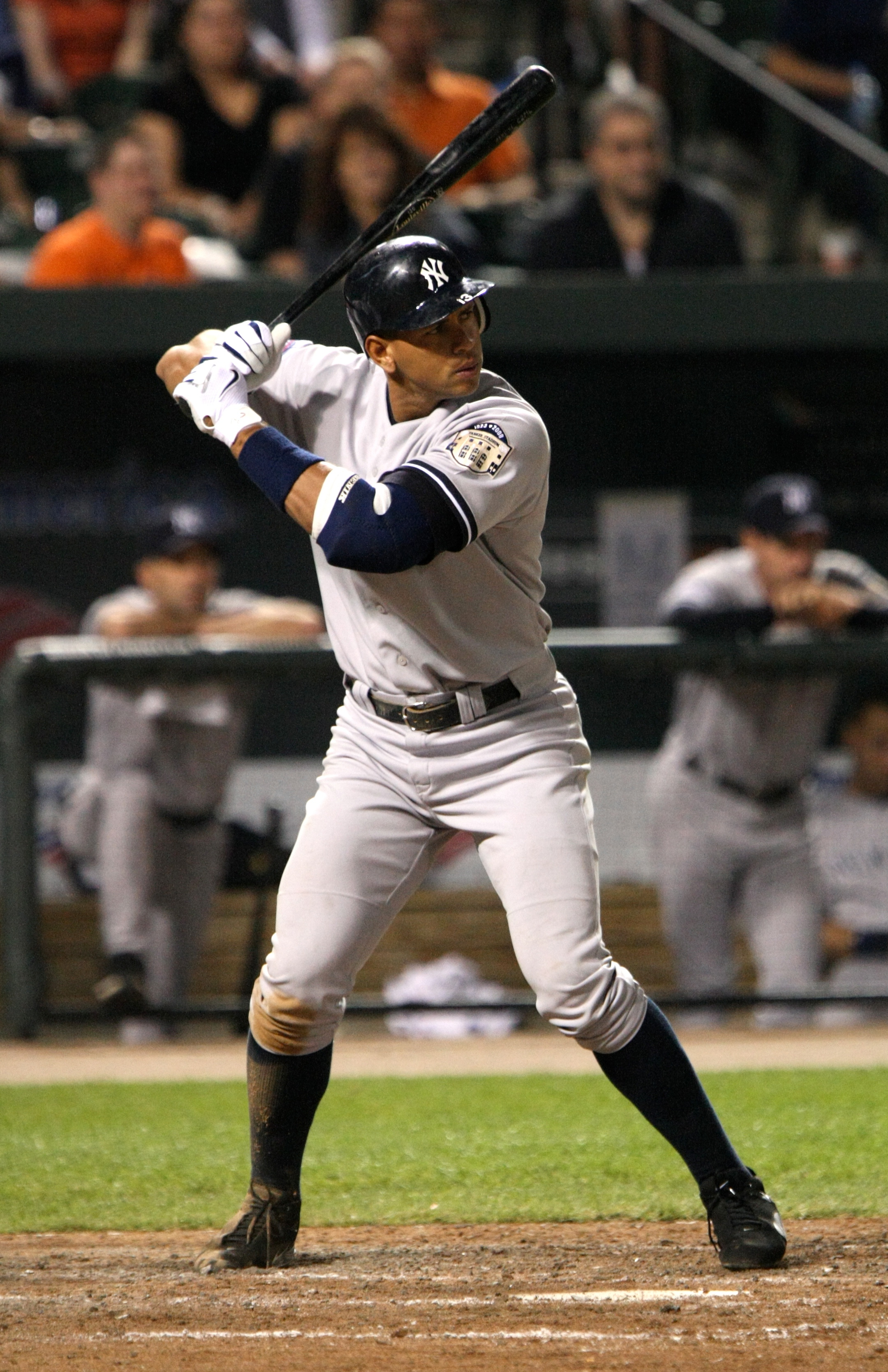
Alex Rodriguez è il giocatore ad aver vinto il maggior numero di volte il premio, quattro volte.

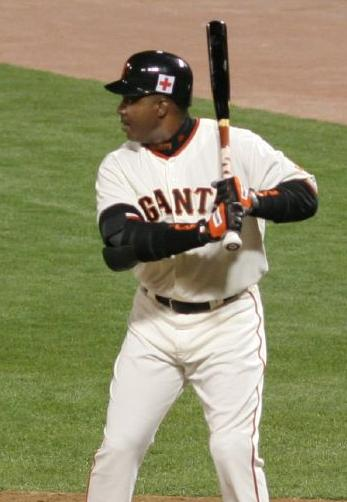
Barry Bonds è il giocatore della National League ad aver vinto più volte il premio, tre volte.

| Anno | Lega     | Giocatore             | Squadra                       | Valide | HR | RBI |
| ---- | -------- | --------------------- | ----------------------------- | ------ | -- | --- |
| 1999 | American | Manny Ramírez         | Cleveland Indians             | 174    | 44 | 165 |
| 1999 | National | Sammy Sosa            | Chicago Cubs                  | 180    | 63 | 141 |
| 2000 | American | Carlos Delgado        | Toronto Blue Jays             | 196    | 41 | 137 |
| 2000 | National | Todd Helton           | Colorado Rockies              | 216    | 42 | 147 |
| 2001 | American | Alex Rodríguez        | Texas Rangers                 | 201    | 52 | 135 |
| 2001 | National | Barry Bonds           | San Francisco Giants          | 156    | 73 | 137 |
| 2002 | American | Alex Rodríguez        | Texas Rangers                 | 187    | 57 | 142 |
| 2002 | National | Barry Bonds           | San Francisco Giants          | 149    | 46 | 110 |
| 2003 | American | Alex Rodríguez        | Texas Rangers                 | 181    | 47 | 118 |
| 2003 | National | Albert Pujols         | St. Louis Cardinals           | 212    | 43 | 124 |
| 2004 | American | Manny Ramírez         | Boston Red Sox                | 175    | 43 | 130 |
| 2004 | National | Barry Bonds           | San Francisco Giants          | 135    | 45 | 101 |
| 2005 | American | David Ortiz           | Boston Red Sox                | 180    | 47 | 148 |
| 2005 | National | Andruw Jones          | Atlanta Braves                | 154    | 51 | 128 |
| 2006 | American | Derek Jeter           | New York Yankees              | 214    | 14 | 97  |
| 2006 | National | Ryan Howard           | Philadelphia Phillies         | 182    | 58 | 149 |
| 2007 | American | Alex Rodríguez        | New York Yankees              | 183    | 54 | 156 |
| 2007 | National | Prince Fielder        | Milwaukee Brewers             | 165    | 50 | 119 |
| 2008 | American | Kevin Youkilis        | Boston Red Sox                | 168    | 29 | 115 |
| 2008 | National | Aramis Ramírez        | Chicago Cubs                  | 160    | 27 | 111 |
| 2009 | American | Derek Jeter           | New York Yankees              | 212    | 18 | 66  |
| 2009 | National | Albert Pujols         | St. Louis Cardinals           | 186    | 47 | 135 |
| 2010 | American | José Bautista         | Toronto Blue Jays             | 148    | 54 | 124 |
| 2010 | National | Joey Votto            | Cincinnati Reds               | 177    | 37 | 113 |
| 2011 | American | José Bautista         | Toronto Blue Jays             | 155    | 43 | 103 |
| 2011 | National | Matt Kemp             | Los Angeles Dodgers           | 195    | 39 | 126 |
| 2012 | American | Miguel Cabrera        | Detroit Tigers                | 205    | 44 | 139 |
| 2012 | National | Buster Posey          | San Francisco Giants          | 178    | 24 | 103 |
| 2013 | American | Miguel Cabrera        | Detroit Tigers                | 193    | 44 | 137 |
| 2013 | National | Paul Goldschmidt      | Arizona Diamondbacks          | 182    | 36 | 125 |
| 2014 | American | Mike Trout            | Los Angeles Angels of Anaheim | 173    | 36 | 111 |
| 2014 | National | Giancarlo Stanton     | Miami Marlins                 | 155    | 37 | 105 |
| 2015 | American | Josh Donaldson        | Toronto Blue Jays             | 184    | 41 | 123 |
| 2015 | National | Bryce Harper          | Washington Nationals          | 172    | 42 | 99  |
| 2016 | American | David Ortiz           | Boston Red Sox                | 169    | 38 | 127 |
| 2016 | National | Kris Bryant           | Chicago Cubs                  | 176    | 39 | 102 |
| 2017 | American | José Altuve           | Houston Astros                | 204    | 24 | 81  |
| 2017 | National | Giancarlo Stanton     | Miami Marlins                 | 168    | 59 | 132 |
| 2018 | American | J.D. Martinez         | Boston Red Sox                | 188    | 43 | 130 |
| 2018 | National | Christian Yelich      | Milwaukee Brewers             | 187    | 36 | 110 |
| 2019 | American | Mike Trout            | Los Angeles Angels            | 137    | 45 | 104 |
| 2019 | National | Christian Yelich      | Milwaukee Brewers             | 161    | 44 | 97  |
| 2020 | American | José Abreu            | Chicago White Sox             | 76     | 19 | 60  |
| 2020 | National | Freddie Freeman       | Atlanta Braves                | 73     | 13 | 53  |
| 2021 | American | Vladimir Guerrero Jr. | Toronto Blue Jays             | 188    | 48 | 111 |
| 2021 | National | Bryce Harper          | Philadelphia Phillies         | 151    | 35 | 84  |